# Новаковский, Ласло
Ласло Новаковский (венг. Novakovszky László; 27 декабря 1923, Будапешт — 12 сентября 2008, Сан-Паулу) — венгерский баскетболист. Участник летних Олимпийских игр 1948 года.

## Биография
Ласло Новаковский родился 27 декабря 1923 года в венгерском городе Будапешт.
Играл в баскетбол за команду спортивной ассоциации государственных служащих («Кёзалкалмазоттак Шпорт Эдьешюлете»).
В 1948 году вошёл в состав сборной Венгрии по баскетболу на летних Олимпийских играх в Лондоне, занявшей 16-е место. Провёл 5 матчей, набрал 41 очко (14 — в матче со сборной Бразилии, 11 — с Великобританией, 8 — с Канадой, 5 — с Италией, 3 — с Уругваем). Стал лучшим снайпером команды на турнире. Был капитаном сборной Венгрии.
Умер 12 сентября 2008 года в бразильском городе Сан-Паулу.